# Stephanopodium blanchetianum
Stephanopodium blanchetianum är en tvåhjärtbladig växtart som beskrevs av Henri Ernest Baillon. Stephanopodium blanchetianum ingår i släktet Stephanopodium och familjen Dichapetalaceae. Inga underarter finns listade i Catalogue of Life.